# Mesagerie instantanee

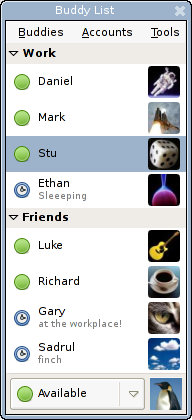
Pidgin 2.0 rulând sub GNOME

Sistemele de mesagerie instantanee (desemnate și prin anglicismul chat, pronunțat în română /ʧet/, însemnând „sporovăială, taifas, discuție”) sunt sisteme care asigură schimbul instantaneu de mesaje de tip text cu una sau chiar mai multe persoane sau calculatoare deodată, interconectate de obicei prin intermediul Internetului. Contrar curierului electronic e-mail, acest mijloc de comunicare afișează mesajele aproape instantaneu, permițând astfel un dialog interactiv (în scris). Deoarece mesajele de transmis reprezintă puține date, chatul este de obicei gratuit și se practică intensiv cu viteze mulțumitoare, chiar la depărtări intercontinentale.
Tehnologia de mesagerie instantă (MI) este un tip de chat online care permite transmiterea de text în timp real prin Internet sau prin altă rețea de calculatoare. De obicei, mesajele sunt transmise între două sau mai multe părți care sunt toate conectate într-o rețea comună. Contrar curierului electronic e-mail, conversațiile prin mesageria instant se produc în timp real (de aici „instant”). Cele mai multe aplicații IM moderne (numite uneori „aplicații de mesagerie” sau „aplicații de chat”) utilizează tehnologia Push și adaugă, de asemenea, alte caracteristici, cum ar fi emoji (sau grafică Smileys), transferul de fișier, chatbot, Voce peste IP, sau capabilități de chat video.

## Mod de funcționare
Mesageria instantanee necesită un program client care se conectează la un server de mesagerie instantanee. Spre deosebire de curierul electronic, conversațiile au loc instantaneu (aproape în timp real, constrângerile temporale nefiind importante în aceste sisteme). Majoritatea serviciilor moderne oferă și un sistem de informare despre prezență, indicând instantaneu și dacă persoanele din lista personală de „contacte” sunt conectate la sistem (on-line) și în plus disponibile pentru chat.
Primele programe de mesagerie instantanee afișau interlocutorului instant fiecare literă tipărită, iar când anumite caractere erau șterse pentru corectări, și aceasta era vizibil în timp real. La programele mai moderne destinatarul vede mesajul doar după validarea acestuia. 
Majoritatea aplicațiilor de mesagerie instantanee permit adăugarea unui mesaj de tip statut. Utilizatorii au astfel posibilitatea de a menționa mai exact cauza unei indisponibilități. 
Evoluând, programele de chat au integrat funcționalități audio și video, prin utilizarea suplimentară a unei webcam, dar și alte aplicații.

## Argoul
Mesageria instantanee a generat multe expresii proprii. Discuțiile având loc în timp real, textele trebuie scrise repede, ceea ce a adus la o trăsătură caracteristică a chaturilor: utilizarea masivă a prescurtărilor ingenioase, pe care un chatter (un participant la chat) le învață repede, de exemplu cf în loc de ce faci, nush în loc de nu știu, mai vb în loc de mai vorbim. Un alt exemplu este prescurtarea engleză cu, care citită literă cu literă în engleză se pronunță la fel ca sintagma see you, „la revedere”. Vezi și articolul Lol.
Foarte des utilizate în text sunt și emotigramele, pentru a exprima rapid stări de spirit. Este vorba despre combinații de caractere, care unite mental dau naștere unor simboluri grafice extrem de răspândite, ca de ex. combinația „ :-) ”. Această combinație de taste, rotită mental cu 90 ° spre dreapta, seamănă oarecum cu un chip zâmbitor.

## Istorie
Conceptul de mesagerie instantanee este destul de vechi: sistemele UNIX oferă acest tip de comunicare sub formă de text de foarte mult timp, prin comanda talk; apoi și pe Windows a existat un echivalent, prin WinPopUp, aceste două sisteme fiind bazate pe perechea utilizator/mașină.
Protocolul Internet Relay Chat (IRC) furnizează și acesta, începând cu anul 1988, modalități simple de discuție între mai mulți participanți. Protocolul Zephyr, creat de către instituția MIT în același an, reprezintă un ansamblu extrem de simplu de servicii de bază, utilizat în domeniul universitar american.
Aceste două modalități de a conversa în rețea nu reprezintă însă pentru moment ceea ce numim mesagerie instantanee, întrucât nu se oferă nici gestiune de prezență și nici autentificare, sau doar una simplă.
Mesageria instantanee modernă pentru public a fost oferită prima dată de către o compania israeliană Mirabilis, prin introducerea sistemului ICQ în 1996. Una din principalele inovații a constituit-o gestionarea unei liste de așa-numite contacte personale. În 1998 Mirabilis a fost cumpărată de către grupul AOL Time Warner.
În 1998 este creat protocolul Jabber, care, ca și protocolul QQ, este o clonă chinezească a lui ICQ. Odată cu succesul lui ICQ, furnizorii de conținuturi web din Internet au dezvoltat și oferit gratuit publicului numeroase protocoale de comunicare (Yahoo! Messenger în 1998, MSN Messenger în 1999 și Gadu-Gadu în 2000). Avantajul pentru furnizori este crearea unei baze vaste de clienți, cărora li se pot apoi afișa (în general automat, fără permisiune) diverse reclame, servicii contra cost etc.
În 2002 numărul utilizatorilor de e-mail-ului și de mesagerie instantanee erau comparabile; numărul de utilizatori de mesagerie instantanee s-a estimat la 360 milioane.
Microsoft NetMeeting a fost unul dintre cele mai vechi servicii care au folosit tehnologia de apelare video utilizând o cameră Web, dar Skype, lansat în 2003, s-a concentrat pe această tehnologie și a adus-o la un public mai larg.

## Protocoale de chat

### More than 100 million users
| Client de mesagerie instantanee               | Companie                  | Utilizare |
| --------------------------------------------- | ------------------------- | --- |
| Discord                                       | Discord Inc.              | 250 de milioane de utilizatori (mai 2019) |
| eBuddy XMS                                    | eBuddy                    | 250 de milioane de utilizatori (septembrie 2011) |
| Facebook Messenger                            | Facebook, Inc.            | 900 de milioane de utilizatori activi (aprilie 2016),1,3 miliarde de utilizatori activi lunari (2017) |
| Google Hangouts                               | Google LLC                | |
| iMessage                                      | Compania Apple.           | 140 de milioane de utilizatori (iunie 2012) |
| Kik Messenger                                 | Kik Interactive           | 300 de milioane de utilizatori (mai 2016) |
| Linie                                         | Naver Corporation         | 217 milioane de utilizatori activi lunari (2016) |
| Skype                                         | Microsoft Corporation     | 300 de milioane de utilizatori activi lunar (5 iunie 2019),1,55 miliarde de utilizatori înregistrați (2019), 4,9 milioane de utilizatori activi zilnic (2 martie 2014), 34 de milioane de vârf online (februarie 2012). |
| Snapchat                                      | Snap Inc.                 | 301 milioane de utilizatori activi lunari (2016) |
| Telegram                                      | Telegram Messenger LLP    | 500 de milioane de utilizatori activi lunar (ianuarie 2021)peste 1 miliard de utilizatori înregistrați (2021) |
| Tencent QQ                                    | Tencent Holdings Limited  | 823 de milioane de utilizatori activi lunar (iulie 2019) |
| Viber                                         | Rakuten                   | 260 de milioane de utilizatori activi lunar (ianuarie 2019), 1,169 miliarde de utilizatori înregistrați |
| WeChat                                        | Tencent Holdings Limited  | 1132,7 milioane de utilizatori activi lunar (T2 '2019) |
| WhatsApp                                      | Facebook, Inc.            | 1200 de milioane de utilizatori activi lunar (ianuarie 2017), 2 miliarde de utilizatori înregistrați (12 februarie 2020), 500 de milioane de utilizatori activi zilnic (martie 2019).                                   |
| XMPP (Protocol utilizat de mai mulți clienți) | XMPP Standards Foundation | 1200+ milioane (septembrie 2011) |
| RCS (protocol)                                | Fundația GSM              | 1,2 miliarde de utilizatori (ianuarie 2021), aproximativ 500 de milioane de utilizatori activi zilnic (2020) |

### Alte platforme
| Client de mesagerie instantanee | Companie        | Utilizare                                                                       |
| ------------------------------- | --------------- | ------------------------------------------------------------------------------- |
| BlackBerry Messenger            | BlackBerry      | 91 de milioane de utilizatori totali (octombrie 2014)                           |
| Element                         | Vector nou      | Peste 20 de milioane de utilizatori (noiembrie 2020)                            |
| Hike Messenger                  | Hike Messenger  | 70 de milioane de utilizatori activi (octombrie 2015)                           |
| Gadu-Gadu                       | GG Network S.A. | 6,5 milioane de utilizatori activi zilnic (majoritatea în Polonia) (iunie 2010) |
| IBM Sametime                    | IBM Corp.       | 20 de milioane de utilizatori (februarie 2006)                                  |
| ICQ                             | ICQ LLC.        | 11 milioane de utilizatori în total (iulie 2014)                                |
| IMVU                            | IMVU, inc.      | 1 milion de utilizatori (iunie 2007)                                            |
| Paltalk                         | Paltalk.com     | 5,5 milioane de utilizatori unici lunar (august 2013)                           |
| Signal                          | Fundația Signal | 40 milioane 2021                                                                |
| ShazzleChat                     | Shazzle LLC     | Peste 1 milion de instalări de aplicații.(septembrie 2022)                      |
| IRC (protocol)                  |                 | 400.000 (2013)                                                                  |

### Servicii închise
| Client de mesagerie instantanee | Companie                  | Utilizare                                        |
| ------------------------------- | ------------------------- | ------------------------------------------------ |
| Windows Live Messenger          | Microsoft Corporation     | Închis în aprilie 2013 (octombrie 2014 în China) |
| Xfire                           | Xfire, Inc.               | Închis în iunie 2015                             |
| MXit                            | MXit Lifestyle (Pty) Ltd. | Închis în septembrie 2016                        |
| OBIECT                          | AOL                       | Închis în decembrie 2017                         |
| Yahoo! Messenger                | Yahoo!                    | Închis în iulie 2018                             |